# Lee Chang-keun
Đây là một tên người Triều Tiên, họ là Lee.
Lee Chang-keun (tiếng Hàn: 이창근; sinh ngày 30 tháng 8 năm 1993) là một cầu thủ bóng đá Hàn Quốc thi đấu ở vị trí thủ môn cho Jeju United.

## Thống kê sự nghiệp câu lạc bộ
Tính đến 1 tháng 11 năm 2020
| Thành tích câu lạc bộ | Thành tích câu lạc bộ    | Thành tích câu lạc bộ | Giải vô địch | Giải vô địch | Cúp     | Cúp       | Cúp Liên đoàn | Cúp Liên đoàn | Tổng cộng | Tổng cộng |
| Mùa giải              | Câu lạc bộ               | Giải vô địch          | Số trận      | Bàn thắng    | Số trận | Bàn thắng | Số trận       | Bàn thắng     | Số trận   | Bàn thắng |
| --------------------- | ------------------------ | --------------------- | ------------ | ------------ | ------- | --------- | ------------- | ------------- | --------- | --------- |
| 2013                  | Busan IPark              | K League 1            | 5            | 0            | 0       | 0         | -             | -             | 5         | 0         |
| 2014                  | Busan IPark              | K League 1            | 7            | 0            | 0       | 0         | -             | -             | 7         | 0         |
| 2015                  | Busan IPark              | K League 1            | 11           | 0            | 0       | 0         | -             | -             | 11        | 0         |
| 2016                  | Busan IPark              | K League 2            | 3            | 0            | 0       | 0         | -             | -             | 3         | 0         |
| 2016                  | Suwon FC                 | K League 1            | 21           | 0            | 0       | 0         | -             | -             | 21        | 0         |
| 2017                  | Jeju United              | K League 1            | 19           | 0            | 1       | 0         | 3             | 0             | 23        | 0         |
| 2018                  | Jeju United              | K League 1            | 35           | 0            | 2       | 0         | 5             | 0             | 42        | 0         |
| 2019                  | Jeju United              | K League 1            | 23           | 0            | 1       | 0         | -             | -             | 24        | 0         |
| 2020                  | Sangju Sangmu (quân đội) | K League 1            | 18           | 0            | 0       | 0         | -             | -             | 18        | 0         |
| Tổng cộng sự nghiệp   | Tổng cộng sự nghiệp      | Tổng cộng sự nghiệp   | 142          | 0            | 5       | 0         | 8             | 0             | 155       | 0         |

## Danh hiệu
Hàn Quốc
- Giải vô địch bóng đá U-19 châu Á Vô địch: 2012